# Jamba (produtor musical)
Jammes Pires de Castro, mais conhecido como Jamba (Frutal, 23 de outubro de 1979), é um produtor musical, compositor, multi-instrumentista e arranjador brasileiro, notório por seus trabalhos no cenário da música cristã contemporânea.
Jamba trabalhou com vários artistas e bandas, como Trazendo a Arca, Daniela Araújo, Ton Carfi, Nádia Santolli e Salomão do Reggae.

## Biografia
James nasceu em Frutal, no interior de Minas Gerais. Seu pai era músico profissional e sua mãe, cabeleireira. Ainda na infância, se mudou para os Estados Unidos, onde estudou piano e baixo.

## Carreira
Nos Estados Unidos, Jamba começou a trabalhar com artistas e bandas do cenário da música cristã contemporânea, como a banda Out of Eden e Ayiesha Woods.
Em 2008, Jamba recebeu um convite de Luiz Arcanjo, vocalista do Trazendo a Arca, para produzir o seu primeiro álbum solo, chamado Luiz Arcanjo, cujo repertório tem influências da MPB. Jamba retornou ao Brasil e, além do álbum de Arcanjo, também atuou na mixagem do álbum Pra Tocar no Manto e em algumas composições do álbum Salmos e Cânticos Espirituais.
Do seu trabalho com Luiz Arcanjo e o Trazendo a Arca, Jamba permaneceu em definitivo no Brasil e passou a trabalhar com vários artistas evangélicos. Nos anos seguintes, o músico trabalhou como instrumentista, produtor e compositor em álbuns de Daniela Araújo, Aline Barros, Marcus Salles, Ton Carfi e Salomão do Reggae. A parceria  de Jamba com Trazendo a Arca durou até o álbum Na Casa dos Profetas (2012), que conteve a sua participação na gravação e na instrumentação. A obra recebeu críticas negativas da mídia especializada.

## Discografia
- 2002: Lifefstyle: A Worship Experience - The Katinas
- 2002: Kara - Kara Williamson
- 2003: A Moment's Peace - Steve Krenz
- 2003: Unspoken - Jaci Velasquez[10]
- 2005: Hymns - Out of Eden[11]
- 2005: Someone i've Gotta Be - Missi Hale
- 2005: Music For Your Ride - Sal Salvador[1]
- 2005: Days Of My Life - Antonio Neal[1]
- 2005: CHICA (4) - Chica
- 2005: Love Letters Lost - Moe Laughren
- 2006: Introducing Ayiesha Woods - Ayiesha Woods
- 2006: Grace Exhaled - Angela Josephine[12]
- 2007: Ritmo Basico - Cris Mora[13]
- 2008: Liberator - Jason Eskridge
- 2008: Nada Vai Me Calar - Simone Rosa[14]
- 2008: Caipirinha - Jinga Boogie[15]
- 2009: Pra Tocar no Manto - Trazendo a Arca
- 2009: Luiz Arcanjo - Luiz Arcanjo
- 2009: Organically Afro Asiatic - Tomoko[16]
- 2010: Joy - Patrick Andy[17]
- 2010: Eternal Story - フル　Fire Lily[18]
- 2010: Meu Lugar - Marcus Salles
- 2011: Revolução - Ton Carfi
- 2011: Nova Geração - Theo Rubia
- 2011: Daniela Araújo - Daniela Araújo
- 2012: Na Casa dos Profetas - Trazendo a Arca
- 2014: Let Us Exalt - Abel Horta[19]
- 2015: Igual a Você - Salomão do Reggae
- 2015: Dera - Patrick Andy
- 2015: Agbara Dudu - Sergio Loroza